# Ga Gosan
Ga Gosan là ga của Tàu điện ngầm Daegu tuyến 2 ở Siji-dong, Suseong-gu, Daegu, Hàn Quốc. Trong khi Siji-dong là một dong pháp lý riêng lẻ, Gosan-dong là dong hành chính.

## Liên kết
- (tiếng Hàn) Trạm thông tin mạng Lưu trữ ngày 28 tháng 2 năm 2014 tại Wayback Machine từ Tổng công ty đường sắt cao tốc đô thị Daegu